# Voisins (nouvelle)
Pour les articles homonymes, voir Voisins.
Ne doit pas être confondu avec Les Voisins (nouvelle).
Voisins (titre original : Neighbor) est une nouvelle dramatique de science-fiction de Robert Silverberg, connue de manière internationale. C'est l'une des nouvelles les plus connues de l'auteur.

## Publications

### États-Unis
La nouvelle a été écrite en janvier 1964 et est parue en août 1964 avec le titre Neighbor dans Science Fiction Stories.
Elle a par la suite été reprise à 22 reprises au niveau américain et international dans des recueils de nouvelles de Silverberg ou dans des anthologies.

### France
La nouvelle a connu plusieurs titres en français. Les traductions l'intitulent Les Voisins (1965), Le Voisin (1985) ou encore Voisins (2002) :
- la nouvelle est publiée pour la première en fois en France en juin 1965 dans Galaxie no 14;
- elle est de nouveau publiée en 1985, ouvrant la liste des nouvelles présentées dans l'anthologie Histoires de guerres futures (Le Livre de poche no 3819) ;
- elle paraît enfin en 2002, aux éditions Flammarion, dans le recueil Le Chemin de la nuit avec une traduction de Pierre Billon et Pierre-Paul Durastanti ; elle est rééditée en 2004 lorsque le recueil est paru en format poche ; elle est l'une des 124 « meilleures nouvelles » de Silverberg sélectionnées pour l'ensemble de recueils Nouvelles au fil du temps, dont Le Chemin de la nuit est le premier tome.

### Grande-Bretagne
La nouvelle a été publiée en Grande-Bretagne dans l'anthologie To the Dark Star (1991).

### Italie et Allemagne
La nouvelle a été publiée en Italie sous le titre Il Vicino (1964) et en Allemagne sous le titre Nachbarn (1965).

## Préface à la nouvelle
Dans Histoires de guerres futures, une préface rédigée spécialement pour cette nouvelle par Jacques Goimard explique que :

« La guerre est la plus pure expression de notre agressivité. Et notre agressivité n'a pas de limites. Pour faire une guerre, il suffit d'être deux. Nous avons cherché une nouvelle allant droit à l'essentiel, et disant avec un maximum de simplicité pourquoi on fait la guerre (…). »

## Résumé
Sur une planète divisée en grands domaines, deux voisins se haïssent depuis des décennies : Michaël Holt hait Andrew McDermott, et ce dernier le lui rend bien. Chamailleries mesquines, robots dépassant de quelques mètres les frontières, tout est bon pour attiser une vieille haine et s'envoyer des missiles de part et d'autre des propriétés, d'autant plus que Mc Dermott a 230 ans et Holt approche des 200 ans.
Un jour, Holt apprend avec stupéfaction que McDermott l'invite à venir dans son domaine pour avoir un entretien avec lui. Le voisin lui garantit qu'aucune arme ne sera branchée, qu'aucun robot ne sera présent : il promet sa sécurité absolue.
Holt se rend avec circonspection à l'invitation de Mc Dermott. Arrivé dans la chambre de celui-ci, en plein cœur du domaine, il découvre un vieillard impotent, baignant dans un bain nutritif et incapable de se mouvoir. Or ses robots, en vertu des trois lois de la robotique, ne peuvent pas hâter sa mort et l'euthanasier. McDermott a fait venir Holt afin que celui-ci lui rende un service : le tuer, en débranchant soit l'appareil de respiration, soit l'appareil de nutrition.
Après une brève réflexion, Holt refuse net, et quitte le domaine. En retournant chez lui, Holt sait que ce n'est pas l'humanité ou le respect de règles morales qui l'ont poussé à refuser de rendre ce « service » à son voisin ; une des dernières phrases de la nouvelle est : « Une fois que tu seras mort, Andrew, qui me restera-t-il à haïr ? »